# 北南接続線
北南接続線（ほくなんせつぞくせん、フランス語:Jonction Nord-Midi、オランダ語:Noord-zuidverbinding）は、ブリュッセルの中心部を通る鉄道路線。この区間はベルギー国鉄の0号線で、3複線となっている。総延長は2.6kmであり、ブリュッセル中央駅付近は部分的に地下区間となっている。

## 概要

ブリュッセルの鉄道網と北南接続線（黒線）

ブリュッセルの2つの主要ターミナル駅を結ぶ路線を建設するという構想は古くから存在し、1860年代に最初の提案がなされた。現在の形の路線は1909年に計画決定され、第二次世界大戦前から準備されていたもので、1952年10月5日に開業した。
北から順に南に向かって以下の駅が存在する。
- ブリュッセル北駅 (仏: Bruxelles-Nord,蘭: Brussel-Noord) ※EC,IC,IR,Lが停車
- ブリュッセル＝コングレ駅 (仏: Bruxelles-Congrès, 蘭: Brussel-Congres) ※IR,Lのみ停車
- ブリュッセル中央駅 (仏: Bruxelles-Central,蘭: Brussel-Centraal) ※EC,IC,IR,Lが停車
- ブリュッセル＝シャペル駅(仏: Bruxelles-Chapelle, 蘭: Brussel-Kapellekerk) ※IR,Lのみ停車
- ブリュッセル南駅(仏: Bruxelles-Midi, 蘭: Brussel-Zuid) (ユーロスター, タリス, TGV, ICEの国際ターミナル駅)

ほとんどの国内列車（インターシティやローカル列車にあたるL）は北駅、中央駅、南駅に停車する。タリスやICEなどの国際列車は南駅だけを利用している。コングレ、シャペルの各駅は平日のオフィスの勤務時間帯にのみ限られた列車が停車する。
北駅と南駅との間は、この路線より西側を通るプレメトロによっても接続されている。この地下鉄路線は路面電車を地下に走らせており（古くは3号線として知られている。）ブリュッセルの地下鉄網の一部となっている。